# Szomatikus sejt
A szomatikus sejt biológiai, genetikai fogalom.  Ez testi vagy más néven vegetatív sejt és szövet. Ilyen például az idegsejt, a fehérvérsejt, a hámsejt, vagy az izomsejt. Az összes sejt szomatikus sejt, kivéve az ivarsejteket, vagy gamétákat, és azokat a sejteket, amelyekből az ivarsejtek alakultak.
A testi sejtek osztódását követően jön létre a diploid kromoszóma-állományt tartalmazó utódsejt.